# Fagernes Station
Fagernes Station (Fagernes stasjon) var en jernbanestation, der var endestation for Valdresbanen fra Eina. Den lå i byen Fagernes i Nord-Aurdal kommune i Norge.
Stationen åbnede 1. oktober 1906, da banen blev forlænget dertil fra Aurdal. Oprindeligt hed den Fagernæs, men den skiftede navn til Fagernes i 1913. Anlæggelsen af banen og de forbedrede transportmuligheder gav byen en stor vækst. Stationen betjente et stort opland, og den havde desuden stor turisttrafik, fordi den lå i nærheden af fjeldene.
Al trafik mellem Dokka og Fagernes og persontrafikken på resten af banen blev indstillet 1. januar 1989. Sporet mellem Leira og Fagernes blev taget op i efteråret 1991, og der er i stedet anlagt en gang- og cykelsti på tracéen.
Stationsbygningen blev opført til åbningen i 1906. Den er nu solgt fra og bruges til anden virksomhed. Tidligere var der også remise, motorvognsremise og drejeskive på stedet. Ved siden af stationsbygningen er der opsat et rangerlokomotiv af typen Skd214.